# آداک (آلاسکا)
آداک (به انگلیسی: Adak) شهری در ناحیه سرشماری الوتینس غربی ایالت آلاسکا است که جمعیت آن در سرشماری سال ۲۰۰۰ میلادی ۳۱۶ نفر بوده‌است.